# Сен-Кантен-сюр-Шарант
Сен-Канте́н-сюр-Шара́нт (фр. Saint-Quentin-sur-Charente) — коммуна во Франции, находится в регионе Пуату — Шаранта. Департамент — Шаранта. Входит в состав кантона Шабане. Округ коммуны — Конфолан.
Код INSEE коммуны — 16345.

## География
Коммуна расположена приблизительно в 360 км к югу от Парижа, в 90 км южнее Пуатье, в 45 км к северо-востоку от Ангулема.
С юго-востока на северо-запад через коммуну протекает река Шаранта. На юге коммуны находится искусственное озеро Лаво, созданное после строительства плотины в 1989 году.

## Население
Население коммуны на 2008 год составляло 225 человек.
| 1962 | 1968 | 1975 | 1982 | 1990 | 1999 | 2008 |
| ---- | ---- | ---- | ---- | ---- | ---- | ---- |
| 347  | 294  | 250  | 245  | 250  | 232  | 225  |

## Администрация
| Период | Период | Фамилия        | Партия | Примечания |
| ------ | ------ | -------------- | ------ | ---------- |
| 1995   | 2007   | Жан-Луи Гране  |        |            |
| 2007   | 2014   | Александр Амон |        |            |

## Экономика
В 2007 году среди 144 человек в трудоспособном возрасте (15—64 лет) 100 были экономически активными, 44 — неактивными (показатель активности — 69,4 %, в 1999 году было 75,2 %). Из 100 активных работали 94 человека (53 мужчины и 41 женщина), безработных было 6 (5 мужчин и 1 женщина). Среди 44 неактивных 14 человек были учениками или студентами, 17 — пенсионерами, 13 были неактивными по другим причинам.

## Фотогалерея

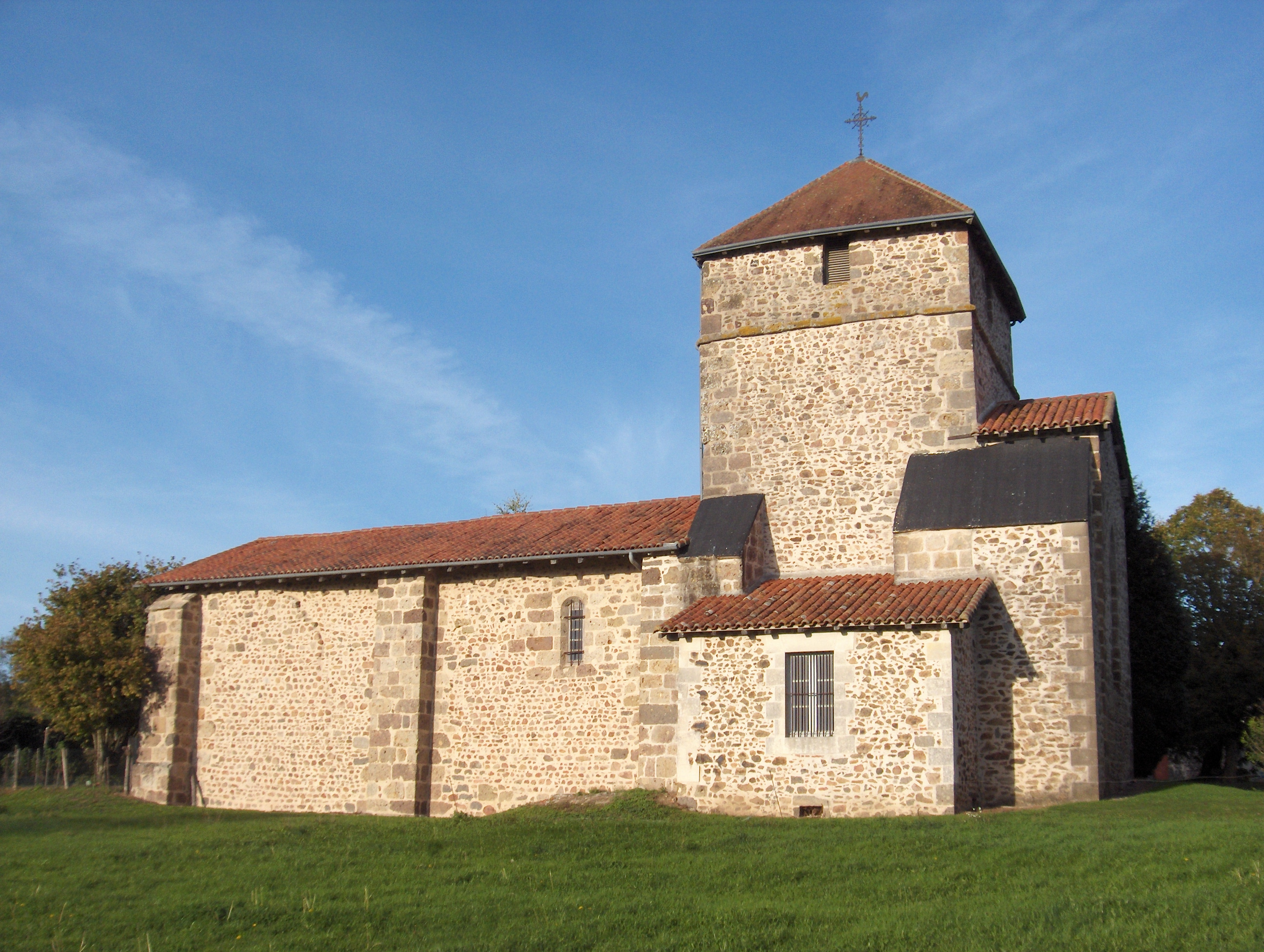
Церковь Сен-Ромен
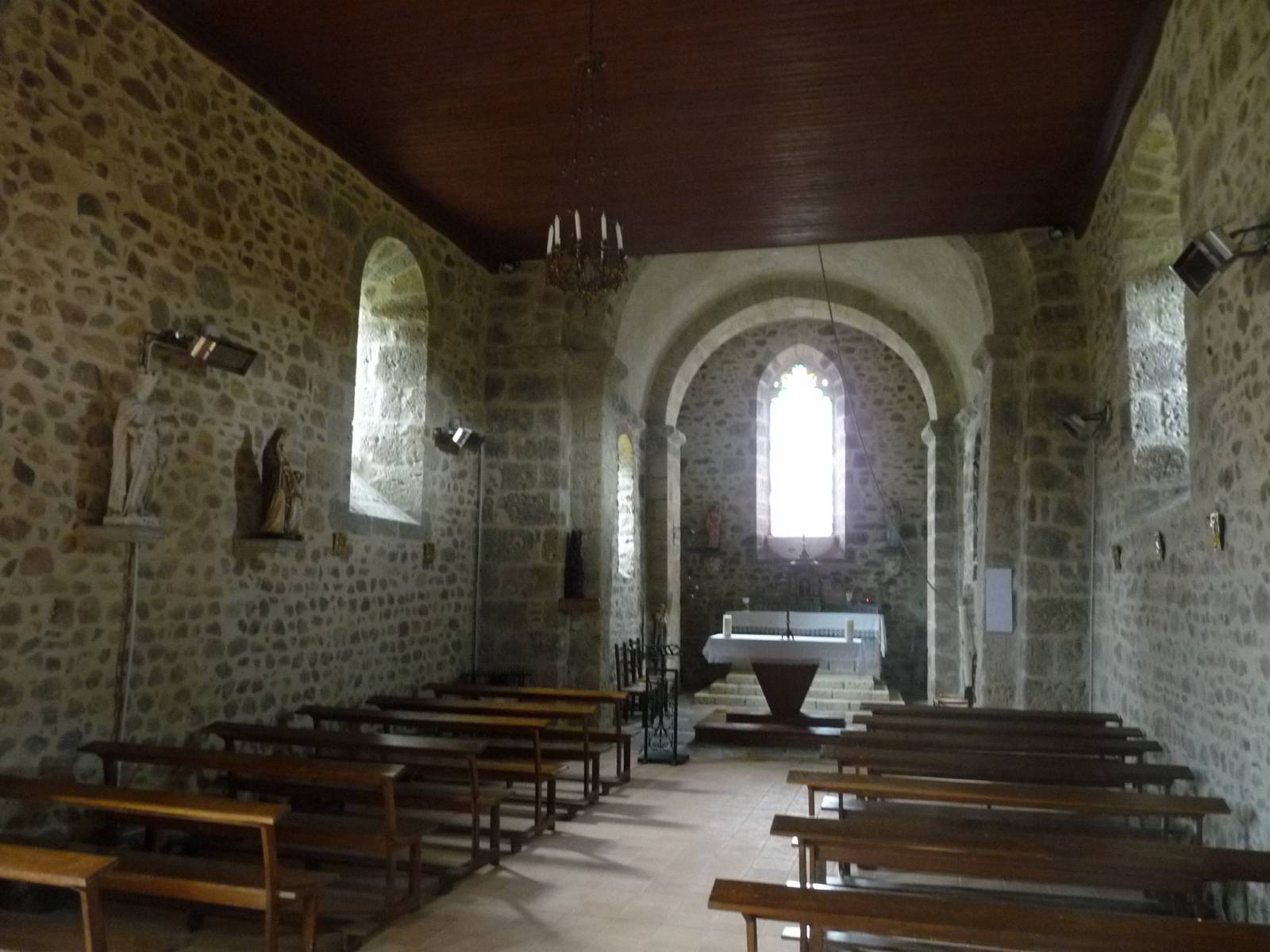
Интерьер церкви Сен-Ромен
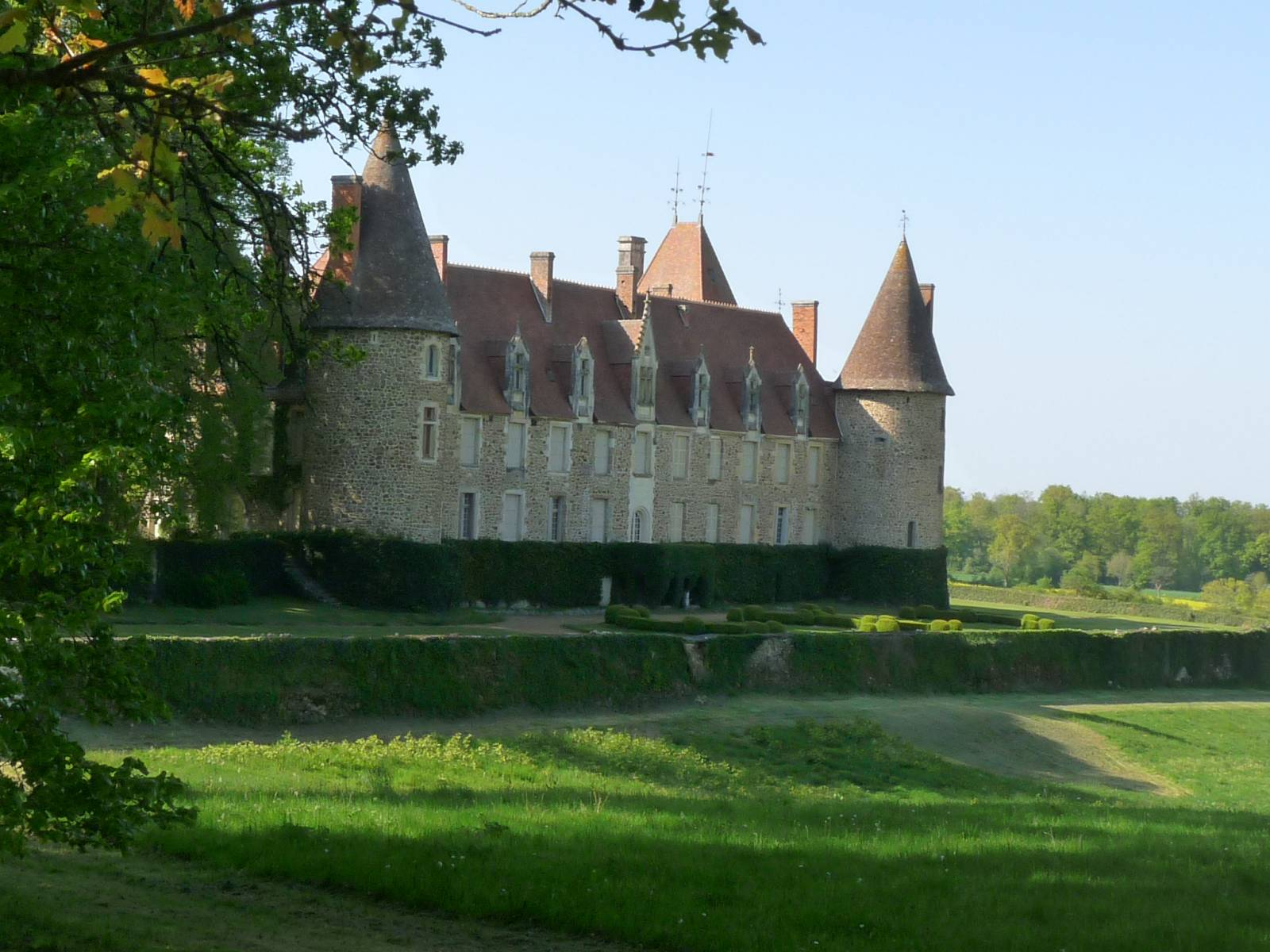
Замок Прессак
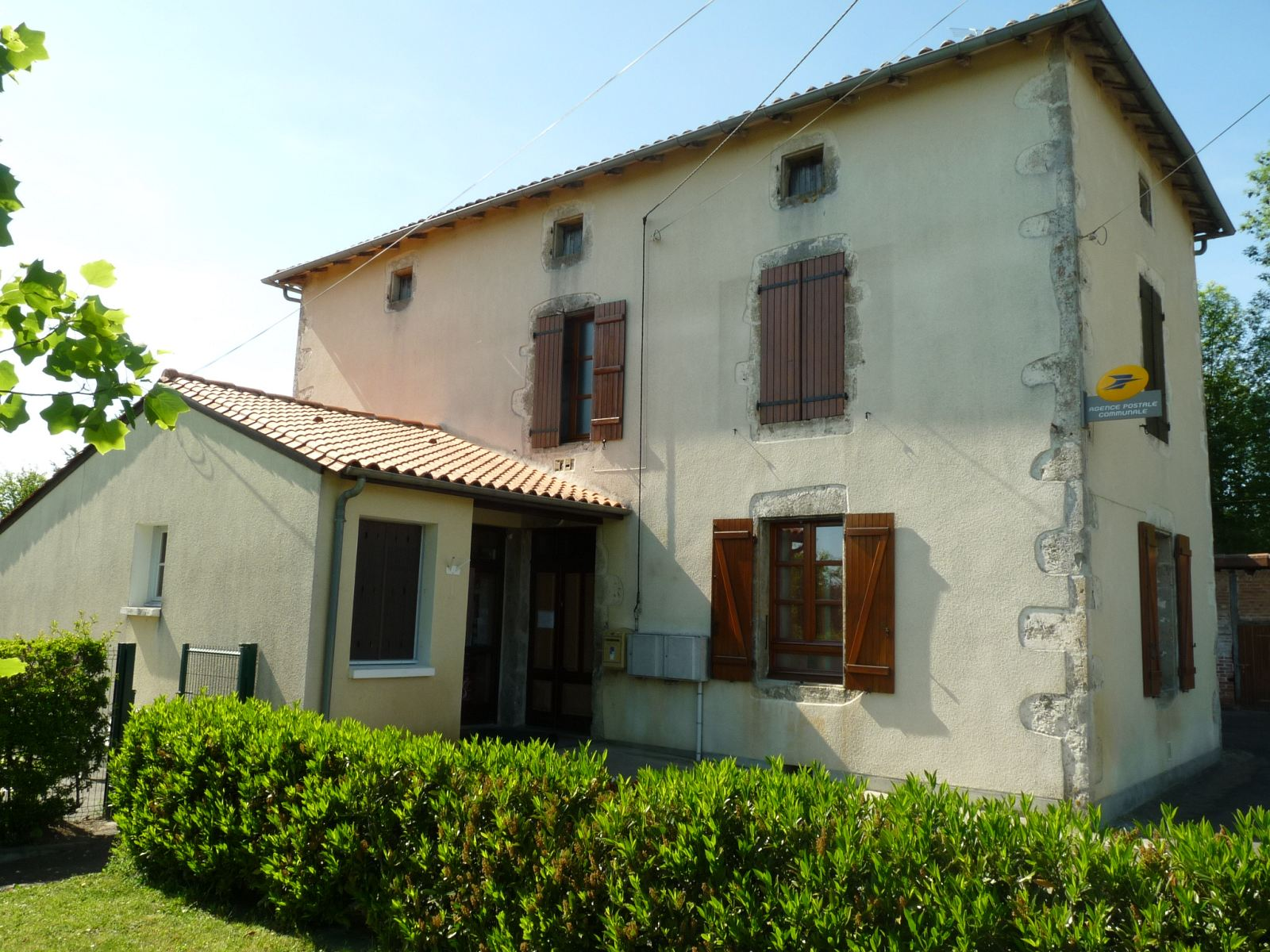
Мэрия